# サンマルシェ

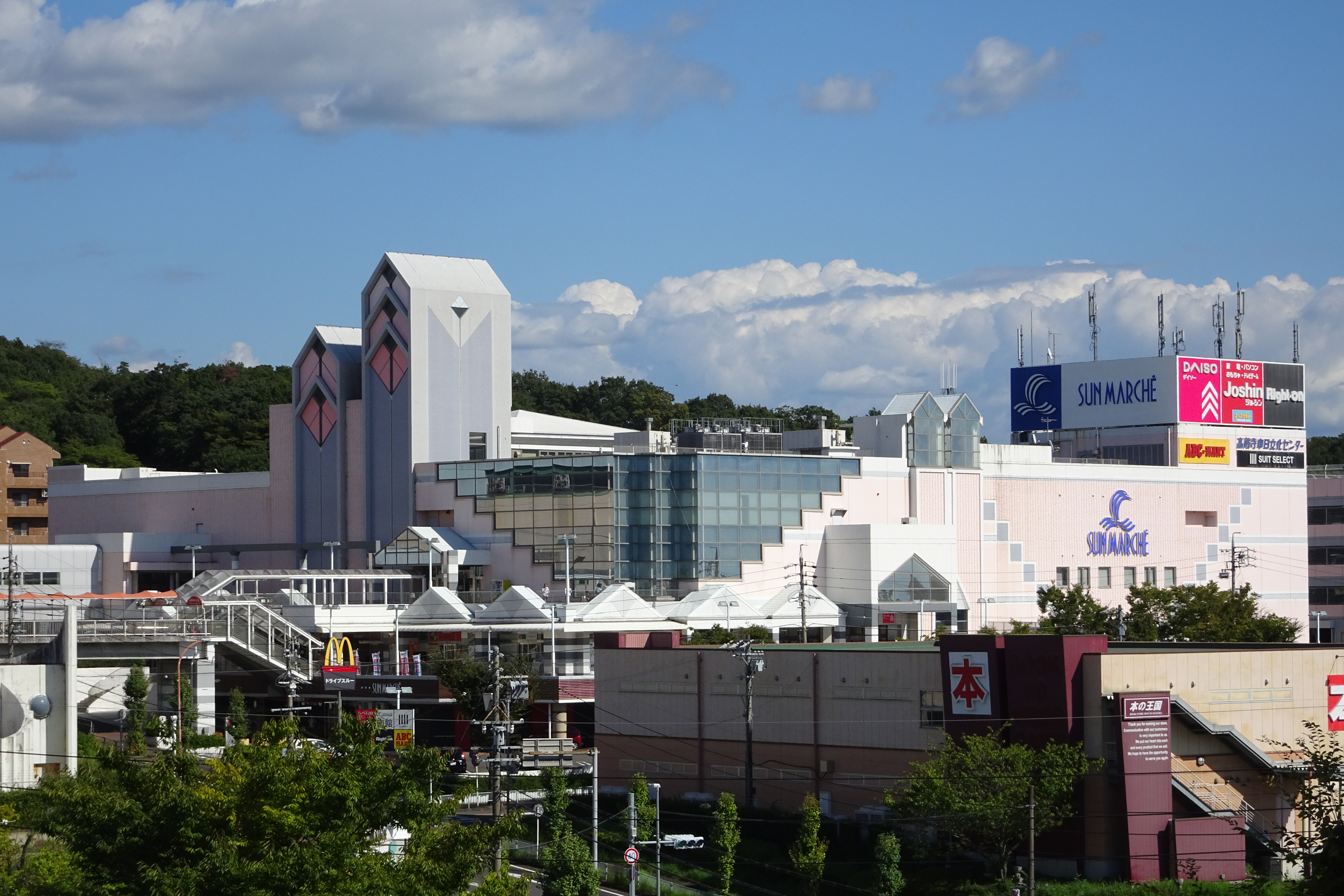
サンマルシェ南館

サンマルシェ（アルファベット表記：SUN MARCHÉ）は、愛知県春日井市にあるショッピングモールである。

## 概要
高蔵寺ニュータウンの中心にあり、高蔵寺ニュータウンセンター開発株式会社により、管理・運営されている。
名称の由来は、英語で「太陽」を表す「サン（Sun）」と、フランス語で「広場」を表す「マルシェ（Marché）」を合わせて作った造語。アピタ館やサンマルシェ南館を中心に、数多くの店舗が営業している。
核店舗はアピタ高蔵寺店。アピタ館はかつてユニー高蔵寺店として、1976年（昭和51年）10月に開店。1992年（平成4年）4月23日、地下1階地上3階建の店舗面積5,390m²の南館を増設を機に、ユニーの大型店であることを表すブランド「サンテラス」が付与され、ショッピングセンター全体は、「サンテラス高蔵寺」と称するようになった。のちにユニー高蔵寺店部分を建て替えて、2005年（平成17年）5月にアピタ高蔵寺店としてオープンしている。
なお、2004年（平成16年）3月に食料品売場を南館1階に移設し、アピタ館建設中の間、「ユニー高蔵寺店食品館」として営業していた。アピタ館開店の1ヶ月前に再移転準備のため、同売場を閉鎖している。

## 主な施設

### アピタ館
- アピタ高蔵寺店
- スターバックスコーヒー
- ミスタードーナツ
- スガキヤ
- サーティワンアイスクリーム
- カルディコーヒーファーム
- セリア
- サイゼリヤ
- モスバーガー
- 駅前留学NOVA
- ツーリストアイチ（旅行代理店）

※ その他詳細はショップガイドを参照。

### サンマルシェ南館
- 三菱UFJ銀行高蔵寺支店
- ライトオン
- ダイソー
- ジョーシン
- マクドナルド
- スガキヤ
- キクチメガネ
- ABCマート
- SUIT SELECT
- 都市再生機構高蔵寺募集案内所
- 高蔵寺中日文化センター

※ 他、専門店多数。

### 別棟
- トイザらス
- ニトリ
- ユニクロ
- イエローハット
- スポーツクラブNAS
- 本の王国
- ロイヤルホスト
- 神戸珈琲倶楽部
- 日産プリンス名古屋
- 愛知トヨタ
- 名古屋トヨペット
- ブランシェ（美容室）
- ファミリーマート（コンビニエンスストア）
- ソフトバンク（携帯電話）
- タカケンクリーニング
- 洗遊空間（コインランドリー・コイン洗車・コイン精米）
- ファミリーズ（ヘアーサロン）
- ベティさんの家高蔵寺（介護付有料老人ホーム）

## 交通手段

### 路線バス
- JR中央本線、愛知環状鉄道・愛知環状鉄道線の高蔵寺駅北口から、高蔵寺ニュータウン方面の名鉄バスに乗車。「中央台」停留所・「岩成台」停留所・「藤山台東」停留所で下車、徒歩で1 - 5分。
- かすがいシティバス東環状線（右回り・左回り） 「中央台」停留所下車、徒歩で約1分。

## 周辺
- 高蔵寺ニュータウン
- 春日井市東部市民センター
- 春日井市保健センター
- 高蔵寺郵便局
- 春日井警察署高蔵寺幹部交番
- 愛知県立高蔵寺高等学校
- 高座山